# Palaeopsylla steini
Palaeopsylla steini är en loppart som beskrevs av Jordan 1932. Palaeopsylla steini ingår i släktet Palaeopsylla och familjen mullvadsloppor. Inga underarter finns listade i Catalogue of Life.